# هيكتور بيريز
هيكتور بيريز (بالإسبانية: Héctor Pérez)‏ هو دراج مكسيكي، ولد في 7 يوليو 1959.

## وصلات خارجية
- هيكتور بيريز على موقع أرشيف الدراجات (الإنجليزية)
- هيكتور بيريز على موقع إحصائيات الدراجات الإحترافية (الإنجليزية)
- هيكتور بيريز على موقع أوليمبيديا (الإنجليزية)